# Viceroy of India
Die Viceroy of India war ein 1929 in Dienst gestelltes Passagierschiff der britischen Reederei Peninsular and Oriental Steam Navigation Company (P&O), das im Passagier- und Postverkehr von Großbritannien nach Indien eingesetzt wurde. Im Zweiten Weltkrieg diente das Schiff als Truppentransporter, bis es am 11. November 1942 im westlichen Mittelmeer von einem deutschen U-Boot versenkt wurde. Die Viceroy of India war eins der zehn größten Schiffe, die im Zweiten Weltkrieg von deutschen U-Booten versenkt wurden.

## Konstruktion und Ausstattung

Oberdeck von achtern, April 1934 (Foto: Leo Wehrli).

Das 19.648 BRT große Turbinenschiff Viceroy of India wurde auf der Werft Alexander Stephen and Sons im Glasgower Stadtteil Linthouse gebaut. Sie wurde im April 1927 auf Kiel gelegt und sollte eigentlich den Namen Taj Mahal tragen. Das 186,53 Meter lange und 23,22 Meter breite Schiff hatte einen maximalen Tiefgang von 12,65 Metern und eine Tragfähigkeit von 9.180 DWT. Die Viceroy of India wurde von zwei Elektromotoren des Maschinenherstellers British Thomson-Houston und zwei Turbogeneratoren angetrieben, die 17.000 Wellen-PS leisteten und eine Höchstgeschwindigkeit von 19 Knoten ermöglichten. Die Viceroy of India war weltweit erst das dritte Schiff, das mit einem turboelektrischen Antrieb ausgestattet war und davon das erste, das in Europa gebaut wurde. Der Rauchsalon der Ersten Klasse verfügte über einen echten Kamin und die Lounge und der Musiksalon waren im französischen Stil des 18. Jahrhunderts gehalten. Zudem gab es ein Indoor-Schwimmbad im pompejanischen Stil. Das Schiff galt als Krönung der P&O-Flotte der 1920er Jahre und war eines der bis dahin größten Schiffe der Reederei.
Die Passagierunterkünfte an Bord waren für 415 Reisende der Ersten und 258 der Zweiten Klasse bemessen und galten als sehr luxuriös. Es gab nur Einzelkabinen, die durch Türen miteinander verbunden waren. Zudem waren angrenzende Räumlichkeiten vorhanden, in denen mitreisendes Personal untergebracht werden konnte. Für die Innenausstattung war Lady Elsie Mackay (1893–1928) verantwortlich. Sie war die jüngste Tochter von James Mackay, 1. Earl of Inchcape, der von 1914 bis zu seinem Tod 1932 Geschäftsführer von P&O war. Lady Mackay hatte sich auch als Schauspielerin und Luftfahrt-Pionierin einen Namen gemacht. Es war das letzte Schiff, an dem sie mitarbeitete, da sie im März 1928 mit einer einmotorigen Stinson SM-1 Detroiter bei einer versuchten Atlantiküberquerung abstürzte.
Das Schiff lief am 15. September 1928 vom Stapel. Die Reederei hatte sich letztendlich gegen den Namen Taj Mahal und dafür für Viceroy of India (Vizekönig von Indien) entschieden. Dies hatte mehrere Gründe. Zum einen war man besorgt, dass Post, die an das Schiff adressiert wurde, beim gleichnamigen Hotel in Bombay landen könnte (und umgekehrt). Hauptursächlich war aber, dass man die Inder und vor allem auch die Anhänger des Islam nicht verärgern wollte, für die das Taj Mahal ein wichtiges Denkmal darstellte. Die Schiffstaufe übernahm dem Namen entsprechend Dorothy Onslow Wood, Lady Irwin (später Countess of Halifax), die Ehefrau des zu dem Zeitpunkt amtierenden Vizekönigs von Indien, Edward Wood, 1. Earl of Halifax.
Während der Fertigstellung am Shieldhall-Pier in Glasgow wurde die Viceroy of India am 8. Januar 1929 mittschiffs beschädigt, als der Dampfer Corinaldo der Anchor-Donaldson Ltd. mit ihr zusammenstieß. Die Corinaldo (7.131 BRT) versuchte, bei dichtem Nebel und entsprechend geringer Sicht an der benachbarten Anlegestelle festzumachen, als es zu dem Unfall kam. Am 17. Februar 1929 konnten trotzdem die Probefahrten durchgeführt werden, bei denen die Viceroy of India eine Höchstgeschwindigkeit von 19,6 Knoten erreichte.

## Dienstjahre
Die Viceroy of India wurde für den Personen- und Postverkehr von London nach Bombay gebaut (India Mail and Passenger Service) und war in Glasgow registriert. Am 7. März 1929 lief sie zu ihrer Jungfernfahrt nach Indien aus. Im September 1932 stellte sie einen Geschwindigkeitsrekord auf, als sie die Strecke von London nach Bombay in 16 Tagen, einer Stunde und 42 Minuten zurücklegte. Die Ausstattung des Schiffs, vor allem das Schwimmbad, machte es ideal für den Kreuzfahrtmarkt. Bis zum Ausbruch des Zweiten Weltkriegs wurde die Viceroy of India daher jedes Jahr saisonal für Kreuzfahrten eingesetzt. Am 11. Februar 1939 war sie das erste P&O-Schiff, das während einer Südatlantik-Kreuzfahrt die Atlantikinsel Tristan da Cunha anlief. Den Inselbewohnern wurden durch die Passagiere eine Nähmaschine, ein Grammophon und eine Kiste Tee überreicht.
In den folgenden Jahren war das Schiff in einige Zwischenfälle involviert. Am 10. April 1937 lief sie bei Starkwind und stürmischer See im Sueskanal auf Grund. Nachdem sie mit Hilfe des Schleppers Hercule der Suez Canal Company wieder freigekommen war, strandete sie erneut und beschädigte dieses Mal ihr Ruder. Passagiere und Post mussten von Bord gebracht werden, und das Schiff selbst wurde auf Malta im Trockendock repariert. Am 23. November 1929 rettete die Viceroy of India im östlichen Mittelmeer die 25 Besatzungsmitglieder des sinkenden italienischen Dampfers Santa Maria.
Als im September 1930 die Besatzung des griechischen Frachtschiffs Theodoros Bulgararis von einem anderen Schiff übernommen werden musste, weil sich die Fracht des Schiffs in der Biskaya im Sturm losgerissen hatte, war die Viceroy of India vor Ort, um gegebenenfalls zu helfen. Drei Monate später, am 31. Dezember 1930, kam sie wieder der Theodoros Bulgararis zu Hilfe, die erneut in der Biskaya in Seenot geraten war und dieses Mal sank. Die Besatzung wurde von der Viceroy of India aufgenommen.
Auch Schiffen der White Star Line kam sie mehrmals zu Hilfe. Am 5. September 1935 rettete sie 241 Passagiere der Doric, die bei Kap Finisterre an der Nordwestküste Spaniens mit der Formigny der französischen Reederei Compagnie des Chargeurs Réunis zusammengestoßen war. Am 11. August 1940 nahm sie 279 Passagiere der Ceramic an Bord, die vor der Küste Namibias mit dem Frachter Testbank der Andrew Weir Line kollidiert war.

## Untergang

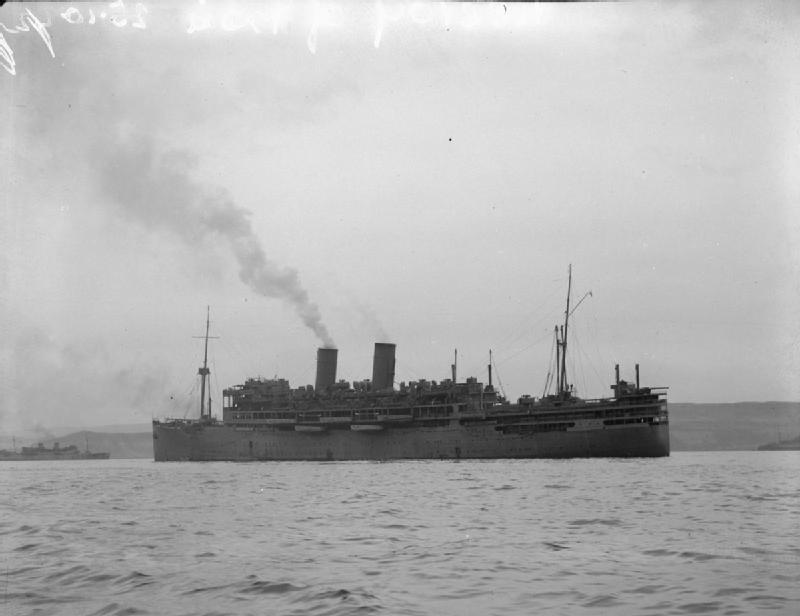
Die Viceroy of India im Zweiten Weltkrieg

Am 12. November 1940 wurde die Viceroy of India vom britischen Ministry of War Transport (MoWT) als Truppentransporter angefordert und dem Einsatzzweck entsprechend am Clyde umgerüstet.
Am 10. November 1942 traf die Viceroy of India als Teil des Konvois KMF-1A in Algier ein und brachte Soldaten an Land, die für die Operation Torch benötigt wurden. Am darauf folgenden Tag legte sie bereits wieder zur Rückfahrt nach Großbritannien mit einem Zwischenstopp in Gibraltar ab. Das Schiff befand sich unter dem Kommando von Kapitän Sydney Herbert French und hatte 405 Besatzungsmitglieder, 29 Kanoniere und 22 Passagiere an Bord.
Um 05.24 Uhr morgens am 11.  November 1942 wurde die Viceroy of India nordwestlich von Oran von zwei Torpedos des deutschen U-Boots U 407 getroffen. U 407 war ein U-Boot des Typs VII C, ein sogenanntes „Atlantikboot“, das sich unter dem Kommando von Kapitänleutnant Ernst-Ulrich Brüller auf Feindfahrt befand. Es hatte einen Fächer von vier Torpedos abgeschossen, von denen zwei ihr Ziel verfehlten. Um 05.31 Uhr schoss U 407 einen Torpedo aus dem Heckrohr, welcher ebenfalls danebenging. Die Viceroy of India wurde von der Boadicea (Lt.Cdr. Francis C. Brodrick), einem Zerstörer der Royal Navy, ins Schlepptau genommen, sank aber um 08.07 Uhr auf der Position 36° 24′ N, 0° 35′ W. Vier Besatzungsmitglieder kamen durch die Versenkung ums Leben. Die 450 Überlebenden wurden von der Boadicea an Bord genommen und nach Gibraltar gebracht.
Die Viceroy of India war das größte von U 407 versenkte Schiff und eines der größten im Zweiten Weltkrieg von deutschen U-Booten versenkten Schiffe. Als Ersatz für die Viceroy of India orderte P&O 1946 bei Vickers-Armstrong, Ltd. die 24.215 BRT große Chusan (II), die 1950 in Dienst gestellt wurde.